# Bizスポ
『Bizスポ』（ビズスポ）は、NHK総合テレビジョンで2010年3月29日から2012年3月30日まで放送された平日深夜の経済・スポーツニュース番組である。2010年度放送の金曜日版『Bizスポワイド』についても詳述する。

## 概要
これまで放送した『経済最前線』（BS1）と『経済ワイド ビジョンe』（総合テレビ）を統合させてスタートした。ビジネスマンを主とした視聴対象として、経済ニュースとスポーツニュースの2本柱に重点を置く。経済ニュースは最新の経済に関する動き、企業情報やトレンド、海外マーケット情報などを伝える。金曜日の『Bizスポワイド』は、放送時間を30分拡大・前倒し、より経済情報に力点を置く。日本の経済界をリードする経営者などを招き、その経営戦略にスポットを当てたVTRやインタビューを紹介。番組タイトルの『Bizスポ』は「Business & Sports」の略語で、番組のタイトルロゴにも記載される。
番組開始に伴い、平日23時台のニュース番組を変更した。『（きょうの）ニュース&スポーツ』に内包された地域ニュースは55分繰り上げられ4年ぶりに22時台の編成、ニュース解説コーナー『時論公論』は、同じ時間で独立した番組となる。またこの結果として、その他一般ニュースを扱う暦日最初（＝前日最終）の単独『午前0時のNHKニュース』が、同様に4年ぶりに復活することとなった。
NTSC（NHKワールド・プレミアムを含む）はレターボックスではなく通常のアップコンバート4:3サイズ（他のNHKニュース各番組も同じ）で放送を開始したが、7月5日からはレターボックス16:9で放送された。
堀は通常背広にネクタイを付けるが、2011年5月2日の放送以後ネクタイを付けないで出演する。しかし、5月24日の回では気温が下回ったためネクタイを着用して放送した。堀はこの回で「クールビズを今日は止めたんですが…」と語ったことから、東日本大震災を受けた省エネルギーによる軽装であることが明かされた。節電対策の終了により9月中旬からネクタイの常時着用を再開した。

### Bizスポワイドの終了
2011年度の改編にて、金曜日に放送される「 -ワイド」の番組前半部分を再度独立させ、月 - 金を通して経済ニュースとスポーツニュースの編成に変更する。独立した部分は日曜8時25分からの『サキどり↑』に移行し、経済専門番組が『経済羅針盤』以来約2年ぶりに日曜朝の時間帯に戻る。さらに、同年3月14日から25日の22:55 - 23:25枠には、『もしドラ』が放送されるため、同年3月11日放送分で『Bizスポワイド』は終了を決定した。その3月11日は東北地方太平洋沖地震関連ニュースのため休止、翌週18日も『ニュースウオッチ9』の拡大放送となったため、当初の予定より2週繰り下げた3月25日が最終回となった。

### 発展・解消へ
2012年4月改編により、当番組はスポーツニュースと経済ニュースそれぞれの番組に分割された。前者は『Sportsプラス』に、後者は『Bizプラス』に生まれ変わる。飯田のみ後者キャスターで続投するが、それ以外は全員降板となる。

## 放送時間
いずれも総合テレビとNHKワールド・プレミアムで、表記は日本標準時。祝日と重なった場合も、年末年始期間を除き原則放映。

### 2010年度（第1期）
月曜日 - 木曜日“Bizスポ”
23:25 - 23:50
金曜日“Bizスポワイド”
22:55 - 23:50
初回・2010年4月2日のみ22時からの110分、最終回2011年3月25日は23時からの50分特別編であった。
2010年8月13日・8月20日は夏休み特番のため「ワイド」としては休止とし、月曜 - 木曜と同じ放送時間での通常版「Bizスポ」として放送された（3月18日は中止）。
- 2010FIFAワールドカップ期間中、NHKワールド・プレミアムでは日本戦の当日と翌日の放送分のみ、放送できない映像をカットした1時間遅れの時差放送となるほかは、かぶせ放送を行う上で通常通り国内同時放送する。また、2010FIFAワールドカップの中継で番組自体そのものが休止となった日もある。また、参議院通常選挙（7月11日投開票）の政見放送を行うため、6月29日から7月8日放送分（W杯中継による休止日除く）については政見放送後の23:50 - 24:15の25分ずらし（以後の時論公論、午前0時のNHKニュース、ミッドナイトチャンネル[5]も25分ずらし）で放送される。
- 経済ニュース番組という性格上、緊急報道の場合は番組そのものが休止される。2011年3月11日に東北地方太平洋沖地震が発生し、同日から報道特別番組となり当面の間は「ニュースウオッチ9」が拡大され「Bizスポ」は3月18日まで休止した。また2011年4月7日は番組開始前に起きた最大震度6強の余震が発生したことによるニュースの放送のため、同年7月19日には台風6号が、9月21日には台風15号が日本国内に上陸したため、その関連ニュースを放送する関係上それぞれ休止した（後者はスポーツニュースも一部放送）。
- 2011年3月21日放送から放送開始時間を23:00から（21日は23:20まで。22日-24日は23:40まで。25日は「Bizスポワイド」の最終回として23:50まで）に繰り上げて再開した（当初3月14日から25日の22:55 - 23:25放送される予定だったもしドラ〔アニメ〕が震災特別番組のため放送延期となったためで、21日はこの後の23:20 - 23:50は世界遺産への招待状のアンコール放送に変更）。このため、本番組開始前の関東甲信越地方のローカルニュース終了時に「つづいて“Bizスポ”」と表示された（当番組を放送していないBS1でも表示された）。

### 2011年度（第2期）
月曜 - 金曜
原則 23:25 - 23:50

## 出演者
- 総合司会：堀潤（NHKアナウンサー〔出演当時〕、現・フリージャーナリスト）、飯田香織（NHK報道局経済部デスク）
- スポーツキャスター：與芝由三栄（NHKアナウンサー）
- リポーター：倉見慶子（フリーアナウンサー、随時）
- スポーツナレーター（クレジットなし）：八塚浩（主として月・火・水曜）、竹下良則（主として木・金曜）

以下原則として2010年の金曜のみ
- コメンテーター：野田稔（明治大学大学院教授）
他にゲストコメンテーター若干名
- リポーター：鹿沼健介（NHKアナウンサー）
- ナレーター：梅津秀行

## 番組の流れ

### 最終回時点
| 時刻    | 内容                                                                               | 詳細 |
| ------- | ---------------------------------------------------------------------------------- | --- |
| 23:25   | オープニング その日の注目の経済ニュースを詳しく解説 その他の経済ニュースをまとめて | - 番組開始とともにオープニングアニメーションが流れ、「Today's business and sports, "Biz spo".」のタイトルコールの後、映像がスタジオに移る。 - 開始当初は、オープニングアニメーションの前に「Biz spo」のタイトルコールが入り、アバンタイトルとしてヘッドラインを2項目程度入れたが、2010年5月24日にヘッドラインとオープニングアニメを廃止した。スタジオをバックにして、番組開始とともに「Today's business and sports, "Biz spo".」のタイトルコールが入るだけであったが、2010年11月中旬からタイトルアニメーションを再開した。 |
| 23:30頃 | 特集                                                                               | |
| 23:34頃 | マーケット情報                                                                     | - アジア各地の株式市況の状況説明と、現地時間で取引が始まったばかりのニューヨーク証券取引所の寄り付きについて、同地にいる日本の金融機関のエコノミストが解説する。 |
| 23:38頃 | スポーツコーナー                                                                   | - 日本プロ野球の速報では日によって時間尺の都合でスコアランニングテーブルは表示されない。 |
| 23:46頃 | （月曜日）飯田による今週の経済の注目点解説・エンディング                           | - この時に「終（製作・著作 / NHK）」のクレジットが出ることはなく、また、画面上部に「この番組はNHKオンデマンドで配信します」、右下には「つづいて時論公論」の字幕が出る。 |

## テーマソング
- 作曲：META Boys（2010年3月 - 2012年3月）